# Кук, Элвуд
Элвуд Томас Кук (англ. Elwood Thomas Cooke; 5 июля 1913, Огден, Юта — 16 апреля 2004, Апопка, Флорида) — американский теннисист и теннисный тренер, победитель двух турниров Большого шлема в мужском и смешанном парном разряде. Муж Сары Палфри-Фабиан-Кук. Член Зала славы USTA (Северо-Западное Тихоокеанское побережье) с 2004 года.

## Биография
Элвуд Кук начал играть в теннис перед поступлением в Бенсоновскую политехническую школу в Портленде (Орегон). Он два года выступал за сборную школы в чемпионате города, ни разу не проиграв в эти годы в одиночном разряде и оба раза завершая сезон на втором командном месте. Кук выступал в международных теннисных турнирах с 1935 года, выиграв на следующий год чемпионат штата Орегон, а в 1938 году чемпионат Флориды. Пик его игровой карьеры пришёлся на 1939 год: выступая в Европе, Кук дошёл до полуфинала чемпионата Франции, где проиграл будущему чемпиону Дону Макниллу, а затем до финала Уимблдонского турнира, победив в четвертьфинале посеянного первым Банни Остина. На этих двух турнирах он также завоевал два чемпионских титула в парном разряде — во Франции с Сарой Фабиан в миксте, а на Уимблдоне — с Бобби Риггсом в мужских парах; в миксте на Уимблдонском турнире Кук и Сара Фабиан, посеянные первыми, дошли до полуфинала, а вернувшись в США, стали финалистами национального первенства. В 1940 году Кук и Риггс, снова выступая в паре, выиграли чемпионат США в помещениях. В том же году Сара Фабиан, разведясь с первым мужем, вышла замуж за Кука. От этого брака у них родилась дочь Дайана.
В 1938—1940 годах Кук входил в десятку сильнейших теннисистов США, поднявшись в ней до 6-го места в 1939 году. По итогам 1939 года он был включён в список десяти сильнейших теннисистов мира, традиционно составляемый обозревателями газеты Daily Telegraph, на восьмом месте, однако после этого составление списка было прекращено на годы войны. Война прервала и игровую карьеру Кука, но, вернувшись на корт в 1945 году, он стал полуфиналистом чемпионата США на травяных кортах (где проиграл будущему чемпиону Фрэнку Паркеру) и на грунтовых кортах. В том же году Элвуд и Сара Кук из-за нехватки участников были допущены к участию в мужском парном турнире на Чемпионате трёх штатов в Цинциннати; они дошли до финала, проиграв там Биллу Талберту и Хэлу Серфейсу. Год Кук снова завершил в первой десятке национального рейтинга, заняв в ней четвёртое место.
В 1947 году Кук организовал собственный профессиональный теннисный тур и привлёк жену к выступлениям в нём. Для участия приглашалась также лучшая теннисистка мира 1946 года Полин Бетц, но ещё до того, как она успела дать согласие, Ассоциация лаун-тенниса Соединённых Штатов (USLTA) дисквалифицировала её как теннисистку-любительницу за один только факт переговоров. В конце 1940-х годов Элвуд и Сара Кук развелись, но продолжали сохраять хорошие отношения, и Сара работала тренером в нью-йоркской школе тенниса и гольфа, которой руководил Элвуд.
Kerry Eggers.
Элвуд Кук умер во Флориде в 2004 году, в тот же год, когда его имя было включено в списки Зала славы USTA (Северо-Западное Тихоокеанское побережье). 

## Финалы турниров Большого шлема

### Одиночный разряд (0-1)
| Результат | Год  | Турнир              | Покрытие | Соперник в финале | Счёт в финале           |
| --------- | ---- | ------------------- | -------- | ----------------- | ----------------------- |
| Поражение | 1939 | Уимблдонский турнир | Трава    | Бобби Риггс       | 6-2, 6-8, 6-3, 3-6, 2-6 |

### Мужской парный разряд (1-0)
| Результат | Год  | Турнир              | Покрытие | Партнёр     | Соперники в финале      | Счёт в финале      |
| --------- | ---- | ------------------- | -------- | ----------- | ----------------------- | ------------------ |
| Победа    | 1939 | Уимблдонский турнир | Трава    | Бобби Риггс | Фрэнк Уайлд Чарльз Хейр | 6-3, 3-6, 6-3, 9-7 |

### Смешанный парный разряд
| Результат | Год  | Турнир            | Покрытие | Партнёрша   | Соперники в финале            | Счёт в финале |
| --------- | ---- | ----------------- | -------- | ----------- | ----------------------------- | ------------- |
| Победа    | 1939 | Чемпионат Франции | Грунт    | Сара Фабиан | Симона Матьё Франьо Кукулевич | 4-6, 6-1, 7-5 |
| Поражение | 1939 | Чемпионат США     | Трава    | Сара Фабиан | Элис Марбл Гарри Хопман       | 7-9, 1-6      |